# Młodynie Dolne
Młodynie Dolne – wieś sołecka w Polsce położona w województwie mazowieckim, w powiecie białobrzeskim, w gminie Radzanów.
| SIMC    | Nazwa            | Rodzaj    |
| ------- | ---------------- | --------- |
| 0634874 | Górki Młodyńskie | część wsi |
| 0634880 | Grabno           | część wsi |

W latach 1954–1968 wieś należała i była siedzibą władz gromady Młodynie, po jej zniesieniu w gromadzie Radzanów. W latach 1975–1998 miejscowość administracyjnie należała do województwa radomskiego.
Wierni Kościoła rzymskokatolickiego należą do parafii pw. Nawiedzenia NMP w Bukównie. 